# Sturmiomima sturmioides
Sturmiomima sturmioides là một loài ruồi trong họ Tachinidae.